# París-Niça 1957
La París-Niça 1957 fou la 15a edició de la París-Niça. És un cursa ciclista que es va disputar entre el 12 i el 17 de març de 1957. La cursa fou guanyada pel francès Jacques Anquetil, de l'equip Helyett-Essor-Felix Potin-Leroux, per davant dels belgues Désiré Keteleer (Carpano-Coppi) i Jean Brankart (Peugeot-BP). L'irlandès Seamus Elliott (Helyett-Essor-Felix Potin-Leroux) s'imposà en la classificació per punts i el conjunt Helyett-Essor-Felix Potin-Leroux en la d'equips.
L'organització passa ser responsabilitat de la Société Monde 6 amb els socis Crédit Lyonnais, Félix Potin, Martini, Reynolds i Saint-Raphaël.

## Participants
En aquesta edició de la París-Niça hi preneren part 88 corredors dividits en 11 equips: Carpano-Coppi, Mercier, Helyett-Essor-Felix Potin-Leroux, Saint Raphael-Geminiani, Peugeot-BP, Leo-Cholorodont, Alcyon-VC XII, Bataillon de Joinville, Groene-Leeuw, Royal Fabric-Enform i Rochet. La prova l'acabaren 67 corredors.

## Resultats de les etapes
| Etapes              | Data       | Recorregut          | Km     | Vencedor d'etapa | Líder de la general |
| ------------------- | ---------- | ------------------- | ------ | ---------------- | ------------------- |
| 1a etapa            | 12 de març | París-Bourges       | 198 km | Désiré Keteleer  | Désiré Keteleer     |
| 2a etapa            | 13 de març | Bourges-Moulins     | 171 km | Julien Schepens  | Désiré Keteleer     |
| 3a etapa            | 14 de març | Moulins-Sant-Etiève | 207 km | Jean Adriaensens | Désiré Keteleer     |
| 4a etapa            | 15 de març | Sant-Etiève-Alès    | 243 km | Nicolas Barone   | Désiré Keteleer     |
| 5a etapa, 1r sector | 16 de març | Alès-Usès (CRI)     | 33 km  | Jacques Anquetil | Jacques Anquetil    |
| 5a etapa, 2n sector | 16 de març | Usès-Manosque       | 171 km | André Ruffet     | Jacques Anquetil    |
| 6a etapa            | 17 de març | Manosque-Niça       | 183 km | Albert Platel    | Jacques Anquetil    |

## Etapes

### 1a etapa
12-03-1957. París-Bourges, 198 km.
Sortida real: Le Petit Massy. La sortida s'endarrereix vuit minuts perquè l'equip Groene-Leeuw es perd per París. Gràcies a un taxista arriben, per fi, a la línia de sortida.
|   | Ciclista        | Equip           | Temps      |
| - | --------------- | --------------- | ---------- |
| 1 | Désiré Keteleer | Carpano-Coppi   | 5h 25' 26" |
| 2 | André Ruffet    | Mercier         | m. t.      |
| 3 | Gastone Nencini | Leo-Cholorodont | m. t.      |

### 2a etapa
13-03-1957. Bourges-Moulins, 171 km.
|   | Ciclista        | Equip         | Temps      |
| - | --------------- | ------------- | ---------- |
| 1 | Julien Schepens | Mercier       | 3h 58' 51" |
| 2 | Louison Bobet   | Mercier       | m. t."     |
| 3 | Désiré Keteleer | Carpano-Coppi | m. t.      |

### 3a etapa
14-03-1957. Moulins-Sant-Etiève, 207 km.
|   | Ciclista        | Equip                            | Temps      |
| - | --------------- | -------------------------------- | ---------- |
| 1 | Jan Adriaensens | Carpano-Coppi                    | 5h 24' 28" |
| 2 | Seamus Elliott  | Helyett-Essor-Felix Potin.Leroux | m. t.      |
| 3 | Aldo Moser      | Leo-Cholorodont                  | + 10"      |

### 4a etapa
15-03-1957. Sant-Etiève-Alès, 243 km.
|   | Ciclista       | Equip                   | Temps      |
| - | -------------- | ----------------------- | ---------- |
| 1 | Nicolas Barone | Saint Raphael-Geminiani | 5h 46' 34" |
| 2 | Brian Robinson | Saint Raphael-Geminiani | m. t.      |
| 3 | Aldo Moser     | Leo-Cholorodont         | + 5' 11"   |

### 5a etapa, 1r sector
16-03-1957. Alès-Usès, 33 km. (CRI)
|   | Ciclista         | Equip                            | Temps    |
| - | ---------------- | -------------------------------- | -------- |
| 1 | Jacques Anquetil | Helyett-Essor-Felix Potin-Leroux | 44' 48"  |
| 2 | Jean Brankart    | Peugeot-BP                       | + 55"    |
| 3 | Jozef Planckaert | Peugeot-BP                       | + 1' 01" |

### 5a etapa, 2n sector
16-03-1957. Usès-Manosque, 171 km.
|   | Ciclista       | Equip                            | Temps      |
| - | -------------- | -------------------------------- | ---------- |
| 1 | André Ruffet   | Mercier                          | 3h 57' 29" |
| 2 | Seamus Elliott | Helyett-Essor-Felix Potin-Leroux | m. t.      |
| 3 | Brian Robinson | Saint Raphael-Geminiani          | m. t.      |

### 6a etapa
17-03-1957. Manosque-Niça, 238 km.
Arribada situada al Passeig dels Anglesos.
|   | Ciclista            | Equip                   | Temps      |
| - | ------------------- | ----------------------- | ---------- |
| 1 | Albert Platel       | Saint Raphael-Geminiani | 4h 47' 53" |
| 2 | Jean-Claude Annaert | Bataillon de Joinville  | m. t.      |
| 3 | François Mahé       | Saint Raphael-Geminiani | m. t.      |

## Classificacions finals

### Classificació general
|    | Ciclista         | Equip                            | Temps       |
| -- | ---------------- | -------------------------------- | ----------- |
| 1  | Jacques Anquetil | Helyett-Essor-Felix Potin-Leroux | 30h 19' 26" |
| 2  | Désiré Keteleer  | Carpano-Coppi                    | + 23"       |
| 3  | Jean Brankart    | Peugeot-BP                       | + 55"       |
| 4  | Jozef Planckaert | Peugeot-BP                       | + 1' 01"    |
| 5  | Louison Bobet    | Mercier                          | + 1' 24"    |
| 6  | Jean Forestier   | Helyett-Essor-Felix Potin-Leroux | + 2' 11"    |
| 7  | Ernest Heyvaert  | Carpano-Coppi                    | + 3' 02"    |
| 8  | Brian Robinson   | Saint Raphael-Geminiani          | + 3' 08"    |
| 9  | Jacques Dupont   | Saint Raphael-Geminiani          | + 3' 24"    |
| 10 | Jean Bobet       | Mercier                          | + 3' 36"    |

## Evolució de les classificacions
| Etapa (Vencedor)                       | Classificació general |
| -------------------------------------- | --------------------- |
| 0Etapa 1 (Désiré Keteleer)             | Désiré Keteleer       |
| 0Etapa 2 (Julien Schepens)             | Désiré Keteleer       |
| 0Etapa 3 (Jan Adriaensens)             | Désiré Keteleer       |
| 0Etapa 4 (Nicolas Barone)              | Désiré Keteleer       |
| 0Etapa 5, 1r sector (Jacques Anquetil) | Jacques Anquetil      |
| 0Etapa 5, 2n sector (André Ruffet)     | Jacques Anquetil      |
| 0Etapa 6 (Albert Platel)               | Jacques Anquetil      |